# Pleurolobus canadensis
Pleurolobus canadensis là một loài thực vật có hoa trong họ Đậu. Loài này được (L.) MacMill. miêu tả khoa học đầu tiên năm 1892.